# Смрт у чизмама
„Смрт у чизмама” је југословенски ТВ филм из 1964. године. Режирао га је Иван Хетрих који је написао и сценарио по делу Ивана Горана Ковачића.

## Улоге
| Глумац         | Улога |
| -------------- | ----- |
| Зденка Анушић  |       |
| Адем Чејван    |       |
| Фрањо Фрук     |       |
| Мато Грковић   |       |
| Златко Мадунић |       |